# Сабрана дела
Сабрана дела представљају збирку књижевних дела једног аутора опште прихваћених од стране широких народних маса, која својом садржином најбоље упућују на стил истог. У зависности од избора уредника, сабрана дела могу бити објављена унутар једне или више тематски обухваћених књига. Ову публикацију је могуће објавити у више издања уколико је дошло до измене њене садржине. Дата дела могу бити жанровски разноврсна - поезија, филозофска проза, путопис, есеј, критика итд.

## Сабрана дела српских писаца
Прва сабрана дела једног српског писца била су дела Доситеја Обрадовића које је Глигорије Возаровић, српски књиговезац и књигопродавац издао у десет томова поводом пола века од изласка из штампе прве књиге великог просветитеља.
- Јован Дучић је један од најзначајнијих песника српског модернизма и најзначајнији лиричар. "Благо цара Радована", "Јутра с Леутара", "Стаза поред пута", "Верујем у Бога и српство", "Градови и химере", "Гроф Сава Владисављевић" и "Песме" спадају у садржај његових сабраних дела.
- Меша Селимовић је био истакнути српски, босански и југословенски писац који је стварао у другој половини 20. века. Његова сабрана дела састоје се из следећих: "Тврђава", "Тишине", "Острво", "Дервиш и смрт", "Круг".
- Иво Андрић је био српски и југословенски књижевник и нобеловац. До сада најсвеобухватније издање сабраних дела Иве Андрића у двадесет томова састоји се из "Приповетке", "На Дрини ћуприја", "Проклета Авлија", "Знакови поред пута" и многих других.

## Занимљивости
Сабрана дела нису увек била у издању у каквом су данас, с обзиром да су се материјали  на којима се писало мењали. Некада су дела била сабирана унутар камених, дрвених, глинених плоча.
Такође, сабрана дела нису увек дела аутора којима су приписана. Тако "Трипитака" представља сабрана дела Будиног филозофског учења, иако он за време свог живота није ништа записао.